# Olive ascolane

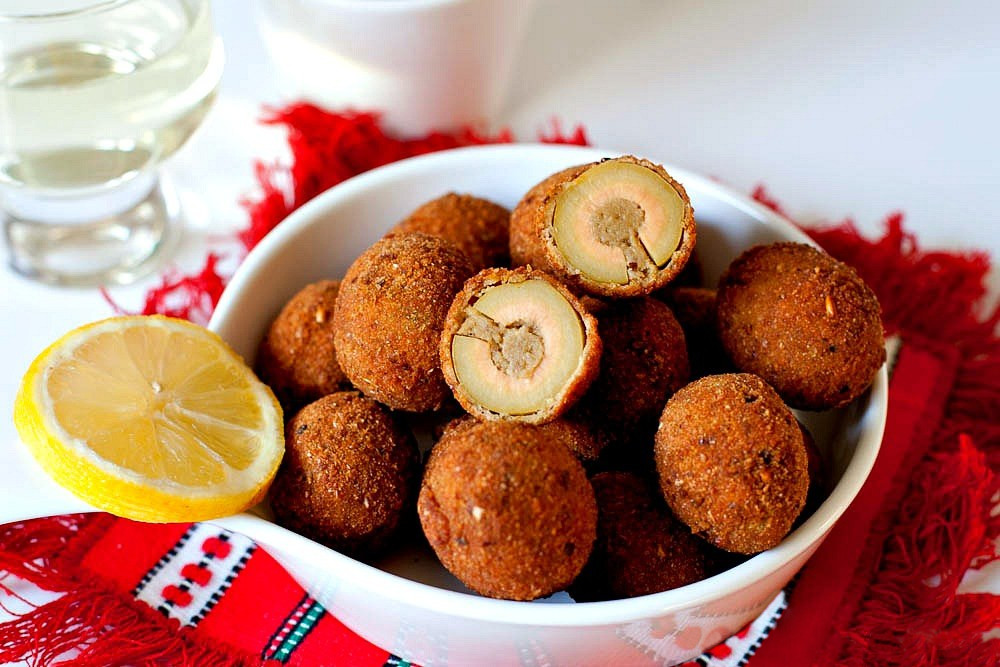
olives à l'ascolane

Les olives à l'ascolane  sont un plat typique de la province d'Ascoli Piceno, qu'on peut désormais trouver dans toute l'Italie. Il s'agit d'olives farcies, panées et frites qui sont généralement servies avec d'autres aliments frits en antipasti.

## Histoire
Les olives à l'ascolane doivent leur nom à la ville d'Ascoli Piceno. Elles sont faites à partir d'olives vertes en saumure farcies d'un mélange de viandes hachées.
Spécialité gastronomique du territoire ascolan, les olives farcies constituent le plat le plus emblématique du territoire picène. Elles sont souvent accompagnées de viandes ou de poissons et de légumes frits ainsi que de « cremini »(carrés de crème panée et frite). Ces antipasti frits sont appelés « fritto misto».
Selon l'ascolan Benedetto Marini qui a effectué des recherches sur son origine, la recette initiale remonterait à l'année 1800. À l'époque, les cuisiniers au service des familles nobles disposaient de grandes quantités de diverses viandes en raison de l'augmentation des prélèvements sur la paysannerie locale.
Elles sont souvent préparée à l'occasion de fêtes et les jours fériés. On peut les acheter dans les épiceries et auprès des boutiques de pâtes fraîches.

### L'olive Ascolana Tenera
Les olives Ascolana Tenera utilisée pour cette préparation culinaire sont du genre Olea europaea sativa déjà présentes à l'époque romaine et également connues sous le nom de Liva da Concia, Liva Ascolana ou  Liva di San Francesco. 
Les olives , cueillies juste avant d'avoir atteint leur pleine maturité , sont plongées dans une solution de potassium qui en extrait le goût amer. Au bout d'un certain temps, elles sont lavées plusieurs fois à l'eau pure avant d'être saumurées. La saumure permet la conservation de ces olives. On y adjoint de petites quantités de fenouil sauvage.
Les Latins les appelaient colymbades, un nom qui vient du grec  κολυμβάω (colymbáo) signifiant « flottant » ou  « piscine » , en référence à leur méthode de conservation . Leur qualité été évoquée par  Caton, Varron , Martial ou encore Pétrone qui, dans le Satyricon, raconte qu'elles étaient servis à l'opulente table du parvenu Trimalchio . Le pape Sixte V, originaire de Grottamare, évoque ces olives dans une lettre de remerciements adressée aux sages d'Ascoli.
Gioachino Rossini et Giacomo Puccini étaient également de grands amateurs de ce mets. Giuseppe Garibaldi eut l'occasion d'y goûter autant en saumure que farcies lors de son court séjour à Ascoli le 25 janvier 1849. Sur ses terres de Caprera, le héros des deux mondes aurait même, sans succès, tenté de cultiver des plants d'oliviers offerts par son fidèle ami de la région, le patriote  Candido Augusto Vecchi.
La production des olives ascolanes en saumure resta une production de type familiale et artisanale jusqu'à la seconde moitié du XIXe siècle . C'est vers 1875 que   l'ingénieur ascolan Mariano Mazzocchi industrialisa la production et la commercialisation de ce produit.

## Recette
Après avoir été dénoyautée par une découpe en spirale de la chair de l'olive, la cavité laissée par le retrait du noyau est remplie d'un mélange de viandes hachées préalablement cuites avec des herbes, du vin blanc, de la muscade, des jaunes d’œufs et du parmesan râpé. on peut également y ajouter de petites quantités d'écorce de citron. Les viandes utilisées sont principalement le porc et le bœuf auxquels on peut adjoindre du poulet ou de la dinde.
Les olives, après avoir été farcies et refermées dans leur forme d'origine sont roulées dans la farine, puis dans de l’œuf battu et enfin recouvertes de chapelure. Elles sont plongées dans une friture d'huile d'olive ou d'arachide en ébullition et servies chaudes avec une tranche de citron.

## La marque DOP
Depuis 2005, les olives ascolana del Piceno sont classées DOP (Appellation d'Origine Protégée) ,. Pour la protection du produit un consortium a été institué en 2018.